# Экстремум (общественная организация)
Объединение добровольных спасателей «Экстремум» — независимая некоммерческая общественная организация Санкт-Петербурга и Ленинградской области. Основным направлением деятельности является поиск потерявшихся людей в лесах.
Поисково-спасательный отряд «Экстремум» — некоммерческая поисково-спасательная служба РОО ОДС «Экстремум», аттестованная аттестационной комиссией Санкт-Петербурга на право проведения аварийно-спасательных работ (Свидетельство об аттестации аварийно-спасательного формирования Поисково-спасательный отряд "Экстремум" 15830/0-106-111 от 30.11.2023). Спасательные работы проводятся как совместно с ГУ МЧС по Санкт-Петербургу и Ленинградской области, так и непосредственно силами отряда, при координации с Центром Управления Кризисными Ситуациями МЧС (ЦУКС МЧС ЛО). В рамках спасательной деятельности ПСО Экстремум активно взаимодействует с ГУ МВД по Санкт-Петербургу и Ленинградской области и подразделениями полиции в Ленинградской области.

## История
«Экстремум» был создан в 2006 году группой туристов, прошедших обучение по оказанию первой помощи. В отличие от многих волонтерских отрядов, организовавшихся стихийно во время розыска пропавшего человека, "Экстремум" - изначально объединение профессионалов, желающих применять свои умения и навыки для помощи попавшим в беду. С 2008 года спасатели стали проводить поисковые работы совместно с кинологическим объединением "ПСС-Питер". К 2009 году были выработаны методики поиска людей. Также с 2009 года спасатели, обученные проведению работ на высоте, начали оказывать помощь животным, оказавшимся в труднодоступных местах..
В 2010 году была зарегистрирована некоммерческая организация РОО «Объединение добровольных спасателей „Экстремум“».
В 2012 году (после появления в 2011 году закона о добровольной пожарной охране) волонтёры создали свою пожарную команду, прошли обучение и регулярно подтверждают квалификацию. Заключен договор между ОДС «Экстремум» и Федеральной противопожарной службой. Добровольная пожарная команда постоянно дежурит в пожарной части № 40 в Невском районе Санкт-Петербурга, взаимодействует с другими подразделениями.  
В феврале 2019 года кинологические расчеты ПСО Экстремум работали в обрушившемся здании Университета ИТМО.
В 2021 году Добровольцы ПСО «Экстремум» стали победителями всероссийского смотра-конкурса «Лучшая добровольная пожарная команда». В этом же году впервые в истории Российская команда завоевала золото на Чемпионате мира FCI среди собак-спасателей в разделе «поиск в природной среде». В составе команды были спасатели "Экстремум" и их собаки.
В феврале 2023 года ПСО "Экстремум" принял участие в проведении аварийно-спасательных работ и ликвидации последствий землетрясения в Турции. 33 спасателя и пять собак работали в г.Адыяман.
В сентябре 2023 года количество поступивших в работу заявок на поиск пропавших людей превысило десять тысяч.

## Направления деятельности организации
- Поиск людей в природной среде, преимущественно заблудившихся в лесу [17][18][19]
- Кошкиспас [20] — спасение животных и птиц из труднодоступных мест: с высоких деревьев, верхних этажей, из вентиляции, колодцев и т. д.[21]
- Добровольная пожарная команда ПСО «Экстремум» [22] (до 2022 года именовалась как "проект 5-й караул", добровольная пожарная команда "5-й караул"[23])
- Первая помощь на мероприятиях[5]
- Кинологическая служба — подготовка кинологических расчётов для поиска людей в лесах и разрушенных зданиях.
- Поддержка других спасательных отрядов в России[24][25], Беларуси[26] - ОДС «Экстремум» проводит обучение добровольных спасателей, разрабатывает программы обучения спасателей, методики поиска людей, системы организации поисково-спасательных работ, занимается разработкой поисково-спасательных технологий.

## Проекты ОДС "Экстремум"
- Проект «Спасатель.рядом»[27] — приложение для связи между людьми, которым стало плохо на улице или в общественном месте и добровольным спасателем, умеющим оказывать первую помощь [28]
- Программа «Стрелки» [29] — размещение указателей в лесах, где часто теряются люди
- ГИС для ПСО — геоинформационная система для поисково-спасательных отрядов. Инструмент для планирования и анализа при проведении поисково-спасательных работ. Входит в состав сервисов ПСО Экстремум, поддерживающих и развивающих профессиональное сообщество. Система бесплатна и свободно используется МЧС и волонтерскими спасательными организациями

## Состав
На 2024 год в ОДС «Экстремум» состоят более 250 спасателей, в том числе 24 кинолога и собаки-спасатели, а также более 300 человек регулярно помогают отряду на добровольной основе. В организации есть ротация участников, но основной состав постоянный.
- Спасатели — подготовленные и аттестованные спасатели-добровольцы (квалификация «Спасатель РФ» и выше), непосредственно участвующие в поисково-спасательных работах.
- Волонтеры — добровольцы, участвующие в проведении поисково-спасательных работ под руководством спасателей, осуществляющие помощь и содействие проводимым работам как специальными знаниями, так и техническими и другими ресурсами[30].

## В популярной культуре
Отряд «Экстремум» стал прототипом поискового отряда в российском фильме ужасов режиссёра Ивана Минина «Вдова».